# Duchesne, Utah
Duchesne är administrativ huvudort i Duchesne County i Utah. Orten hade 1 690 invånare enligt 2010 års folkräkning.